# Вертикальный космический зонд
Вертикальный космический зонд — научный аппарат, запущенный в Советском Союзе 12 октября 1967 года.

## Описание
Разработан в ОКБ-10 (ныне ОАО «„ИСС“ имени академика М. Ф. Решетнёва»). Зонд был выведен ракетой-носителем «Космос-3» на строго вертикальную траекторию с полигона Байконур. Максимальная высота подъема составила 4400 км, стартовая масса 310 кг.
Был выполнен в виде герметичного контейнера. Внутри размещался комплекс научных приборов — они смонтированы на специальной раме. Здесь же были установлены служебные системы: траекторных измерений; радиотелеметрическая, способная передавать на Землю значительный объем информации; гироскопическая система стабилизации аппарата; программно-временное устройство и устройство автоматического управления работой бортовой аппаратуры в ходе полета. На внешней поверхности контейнера были установлены датчики научной аппаратуры для замера различных параметров, датчики системы индикации положения аппарата в пространстве, а также антенны.
Научная аппаратура вертикального космического зонда отработала безупречно вплоть до возвращения контейнера в плотные слои атмосферы. Научную информацию принимали и обрабатывали станции наземного командно-измерительного комплекса.
Зонд использовался для изучения верхних слоев атмосферы, ионосферы Земли и околоземного космического пространства, в частности, доз радиации за различными защитами во время полета в поясе радиации. Для получения неискаженных измерений конструкция станции была выполнена из специальных материалов, а ракета-носитель после вывода станции на заданную траекторию уведена в сторону на большое расстояние с помощью двигательной установки, что исключило газовыделения в исследуемую среду.
Институт космофизических исследований и аэрономии Якутского филиала Сибирского отделения АН СССР принял участие в комплексном эксперименте. Сотрудниками института получен уникальный разрез распределения атомных и молекулярных ионов до высоты 4400 км и вертикальный профиль распределения интенсивности космических лучей.